# 지휘통제
지휘통제(指揮統制, 영어: command and control, C2, C²)는 임무 달성을 위해 자원을 효과적으로 이용, 군사력을 행사하는 기능인 지휘(指揮, command)와 지휘에 있어서 계획 실행에 필요한 물자, 시간, 장소를 평가 배분하고 작전 행동을 감시함으로써 지휘관의 기도를 달성하기 위해 부하의 행동을 합리적 효율적 측면에서 감독하는 통제(統制, control)를 함께 통칭하는 이름이다.

## 파생 용어

### 주요 용어
- Command - 지휘
- Control - 통제
- Communication - 통신 혹은 교신
- Intelligence - 첩보
- Information - 정보
- Reconnaissance - 정찰
- Systems - 시스템 혹은 체계
- Surveillance - 감시
- Target Acquisition - 표적 확보

### 파생
- C2I
  - 지휘, 통제 및 첩보
  - 지휘, 통제 및 정보 (덜 쓰임)
- C2IS – 지휘 및 통제 정보 & 체계
- C2ISR – C2I + 감시 및 정찰
- C2ISTAR – C2 + ISTAR(첩보, 감시, 표적 확보, 및 정찰)
- C3
  - 지휘, 통제 & 통신 (인간활동 중점)
  - 지휘, 통제 & 통신(s) (기술 중점)
  - 북대서양 조약 기구: 협의(Consultation), 지휘, 통제
- C3I – (주로) 지휘, 통제, 통신(s) 및 첩보
- C3ISTAR – C3 + ISTAR
- C3ISREW – C2ISR + 통신 + 전자전 (기술 중점)
- C4, C4I, C4ISR, C4ISTAR, C4ISREW, C4ISTAREW
  - + 컴퓨팅 (인간활동 중점)
  - + 컴퓨터(s) (기술 중점)
- C4I2 – 지휘, 통제, 통신(s), 컴퓨터(s), 첩보, 및 상호운용성
- C5I – 지휘, 통제, 통신(s), 컴퓨터(s), 협력(Collaboration) 및 첩보
- NC2 − 핵 지휘, 통제
- NC3 − 핵 지휘, 통제 통신

## 같이 보기
- 전장
- 문민통제
- 전자전
- 전장의 안개
- 네트워크 중심전
- 시긴트 (SIGINT)